# Literatura clandestina
La expresión literatura clandestina hace referencia a un tipo de organización editorial el cual tiene su desarrollo por caminos ajenos  y a menudo en contradicción a los estándares legales en el momento de su publicación. Esta contradicción puede deberse tanto a motivos ideológicos, cuando las obras son contrarias a las posiciones del gobierno o poderes fácticos vigentes, pero también a nivel formal, cuando las publicaciones no cumplen con las regulaciones legales impuestas para la circulación de impresos.  
Entre los ejemplos de literatura clandestina se incluyen el Samizdat de los disidentes soviéticos; la literatura Aljamía en al-Ándalus; y la escritura Nü Shu entre algunas mujeres de clase alta en Hunan (China), desde el siglo X al XIX. Obras perfectamente asentadas, como por ejemplo El Buscón o Das Kapital, según en qué períodos y qué gobiernos, fueron en su momento editadas de forma clandestina.

## Ilustración francesa
Las publicaciones clandestinas fueron numerosas durante la Ilustración francesa en el siglo XVIII, circulando en forma de panfletos y manuscritos, que usualmente contenían textos que habrían sido considerados blasfemos por el Antiguo Régimen, o directamente ateos. Estos manuscritos clandestinos florecieron en la década de 1720, entre los cuales se incluye el Treatise of the Three Impostors (Tratado de los tres impostores) y la obra del sacerdote católico Jean Meslier, en forma de testamento ateo. Ambos textos fueron posteriormente publicados en versiones editadas por Voltaire, pero copias manuscritas han sido encontradas en librerías privadas por toda Europa. La literatura clandestina en la Francia del siglo XVIII también consistía en obras impresas en la fronteriza Suiza y los Países Bajos, siendo internados de forma clandestina en Francia. Estos libros eran habitualmente llamadas "obras filosóficas", pero variaban en gran medida en su contenido, desde pornografía, novelas utópicas, crítica política y verdaderos trabajos filosóficos escritos por filósofos ilustrados radicales como el barón d'Holbach, Julien Offray de La Mettrie y Jean-Jacques Rousseau.

## Otros casos de clandestinidad
La voluntad para infringir la ley podía ser debida a razones ideológicas, cuando los trabajos eran contrarios a las posiciones del gobierno de turno o suponían una amenaza para las instituciones en el poder. En países latinoamericanos como Argentina, durante gobiernos de facto se dieron situaciones donde circularon producciones que fueron recuperadas años más tardes finalizada la dictadura cívico-militar de los años '70. También podía surgir de razones más formales, en el caso de que las publicaciones no cumplieran con las regulaciones legales impuestas para la circulación de obras escritas.La literatura underground (vocablo inglés que refiere a lo que circula por debajo) es un tipo de literatura clandestina que no tiene necesariamente la evasión de la censura de su tiempo como motivo principal. El objetivo de los escritores es reducir los costes de publicación, en muchos casos siendo financiados por los autores mismos. 
Un editor legítimo sujeto a una determinada jurisdicción puede asistir a escritores de otro lugar para circunvenir sus propias leyes, permitiéndoles publicar en el extranjero. La imprenta Olympia en París publicó las obras de varios escritores ingleses del siglo XX, incluyendo a Henry Miller, quienes estaban sujetos a la censura y posible persecución en su propio país por aquel entonces.